# 문산제일고등학교
문산제일고등학교(文山第一高等學校)는 대한민국 경기도 파주시 야동동에 있는 공립 고등학교이다.

## 학교 연혁
- 1942년 4월 7일 : 문산공립농업학교 설립 인가
- 1942년 4월 26일 : 문산공립농업학교 개교
- 1967년 10월 5일 : 문산종합고등학교로 학칙변경(농3, 축3, 보3) 9학급 편성
- 1999년 8월 26일 : 학과개편(관상원예과 1, 산업유통정보과 1, 보통과 9) 11학급 편성
- 2004년 3월 1일 : 문산제일고등학교로 교명 변경
- 2021년 3월 1일 : 학과개편(조경원예과 1, 식품가공과 1, 보통과 8) 10학급 편성(총 32학급)
- 2023년 9월 1일 : 제26대 고정헌 교장 취임
- 2023년 12월 29일 : 제78회 235명 졸업 (연 16,030명)
- 2024년 3월 4일 : 2024학년도 신입생 265명 입학

## 설치 학과
- 식품가공과
- 7차일반
- 조경원예과

## 참고 자료
- 문산제일고등학교 - 한국교육학술정보원 학교알리미